# ロバート・ダーシー (第3代ホルダーネス伯爵)
第3代ホルダーネス伯爵ロバート・ダーシー（英語: Robert Darcy, 3rd Earl of Holderness PC、1681年11月24日 – 1721年1月20日）は、イギリスの貴族、政治家。1689年から1692年までダーシー＝コンヤーズ卿の儀礼称号を使用した。

## 生涯
ジョン・ダーシー（1659年11月5日洗礼 – 1689年1月6日、第2代ホルダーネス伯爵コンヤーズ・ダーシーの長男）と妻ブリジット（初代レキシントン男爵ロバート・サットンの娘）の息子として、1681年11月24日にロンドンで生まれた。1689年に父が死去、さらに1692年12月13日に祖父が死去するとホルダーネス伯爵位を継承した。1698年春、ケンブリッジ大学キングス・カレッジに入学した。1714年から1722年までノース・ライディング・オブ・ヨークシャー統監を務め、1718年2月13日に枢密顧問官に任命され、1718年から1719年まで第一商務卿を、1719年から1722年まで寝室侍従務めた。
1722年1月20日にバースで死去、2月2日にホーンビー城に埋葬された。次男ロバートが爵位を継承した。

## 家族
1715年5月26日、フレデリカ・ションバーグ（1688年ごろ – 1751年8月7日、第3代ションバーグ公爵メイナード・ションバーグの娘）と結婚、2男1女をもうけた。
- ジョージ・ションバーグ（1716年4月14日 – 1721年以前） - 早世[1]
- ロバート（1718年5月17日 – 1778年） - 第4代ホルダーネス伯爵[1]
- キャロライン（1778年11月15日没） - 1735年11月6日、アンクラム伯爵ウィリアム・カー（英語版）（後の第4代ロジアン侯爵）と結婚、子供あり[4]

第3代ホルダーネス伯爵の死後、フレデリカは1724年6月18日に初代フィッツウォルター伯爵ベンジャミン・マイルドメイと再婚した。